# Bad Münder am Deister
Bad Münder am Deister é uma cidade da Alemanha localizada no distrito de Hamelin-Pyrmont, estado de Baixa Saxônia.